# حي المصانع (الرياض)
حي المصانع، هي قرية تاريخية في عارض اليمامة. تقع حالياً بجوار مدينة الرياض الحديثة في المملكة العربية السعودية جنوب الطريق الدائري الجنوبي مخرج (22)، وتتبع إدارياً لبلدية الشفا الفرعية. كانت المصانع حتى منتصف القرن العشرين بلدةً مستقلّة قبل أن يشملها التمدد العمراني لمدينة الرياض.

## جغرافيا
تقع المصانع في حي الشفا على وادي حنيفة، جنوباً عن منفوحة، وكانت تاريخياً بلدةً زراعية تقوم على زراعة النخيل والفاكهة في باطن وادي حنيفة، واشتقّ اسمها من مصانع الماء، ومفردها (مصنع) أو (صِنْع)، وهي قنوات في بساتين النخل يجري فيها الماء لسقي النخيل، ولعل من أشهر أنواع النخيل المعروفة فيها: مرزه للمسابحه (المصابحه)، الدعيجى، الكويخة لآل حشر، العليا، مصدة للدروع، أم الهراس، نخل الشيوخ أم ماجد والدة ماجد بن عبدالعزيز حيث كان قبل ذلك لآل زيد، والقصر، والسويلة، ولوذة للشماسا، نخل السويح وآل شويرد ونخيل الهدهود  ونخيل سليطينه ونخل المغيصيب ونخل أبو علي العمران ونخل الدرسوني ونخل آل شلهوب 

## التاريخ
المصانع بلدة قديمة قائمة بهذا الاسم قبل ظهور الإسلام، ورد في معجم البلدان لياقوت الحموي (توفي 623 هـ): «والمصانع أيضاً قرية من قرى اليمامة التي لم تدخل في صلح خالد بن الوليد أيام قتل مسيلمة الكذاب وهو نخل لبني ضور بن رزاح قاله الحفصي.» وجاء في (صفة جزيرة العرب) للهمداني (توفي 334 م): «ثم ترجع إلى بطن العرض فالفارعة فالموصل لبني يشكر ثم المصانع لضور ثم منفوحتان وهما المنافيح لبني قيس بن ثعلبة ثم محرقة لبني زيد بن يربوع. ثم القرية الخضراء خضراء حجر التي التقطها عبيد بن ثعلبة بن الدول ولم يشرك فيها أحداً.»
وفي مطلع القرن العشرين، يصف دليل الخليج (1908 م) البلدة كالتالي: «تقع على الشفا الشرقي لوادي حنيفة، ثلاثة أميال أسفل منفوحة. تمتد أراضي القرية على جانبي الوادي. الماء قريب من السطح، وتتواجد أشجار الفاكهة المعتادة والحبوب، وربما عشرة آلاف نخلة، وبساتين المصانع تتصل ببساتين منفوحة.» وقدّر المؤلف سكانها بمائة بيت.
أما عن إمارة هذه البلدة، فلقد تولاها منذ عهد فيصل بن تركي أسرة الزمامي وأبرز امرائهم سلطان الزمامي

## مساجد المصانع
- مسجد المصانع الواقع ضمن قلعة المصانع في الجهة الغربية الشرقية منه، وهو مبني من اللبن والطين، وأما سقفه من الخشب، وأعمدته من الحجر، وكان سطحه مفروش بالحصباء كطريقة بناء المساجد آنذاك، وفي الثلث الأول من القرن الرابع عشر الهجري أمر الملك عبدالعزيز ووالده الإمام عبد الرحمن بتوسعة هذا المسجد، وفي سنة 1375هـ أمر الملك سعود بإعادة بناء المسجد من جديد بناءً مسلحاً، وزاد في مساحته من الجهة الجنوبية بمقدار 15 م، كما أُزيل ما حوله من منازل بعد تثمينها، وقد أُدخلت عليه التحسينات كما حصل في عام 1417هـ.[6]
- مسجد فيحان وهو مسجد جامع يصلى فيه جميع الأوقات مع صلاة الجمعة وهو في المنطقة الجنوبية من البلدة.
- مسجد القصر في منطقة القصر وقد ام المصلين فيه الشيخ بن مخيلد وبعده جاء الشيخ حسن بن عبد الله بن طلحه.
- مسجد سليطنية وهو مسجد صغير يصلى فيه جميع الأوقات ماعدا الجمعة وقد ام المصلين فيه لمدة طويلة الشيخ عبد الله بن صالح الحركان.
- مسجد ال شويرد وقد ام المصلين فيه عبد الله بن عيسى ال شويرد ومن بعده ابنه محمد بن عبد الله ال شويرد.
- مسجد الصفية وقام بإمامة المصلين فيه الشيخ عبد الله الباهلي.
- مسجد البريك وقد ام المصلين فيه عبد الله السكيني ومن بعده سليمان بن درع.
- مسجد الإمام فيصل بن تركي وقد ام المصلين فيه الشيخ بن سعيدين.
- مسجد المسبحي
- مصلى العيد بوادي البطحا

## إحياء المصانع
- القصر: وهو الحي القديم وبه قصر الأمارة ويحيط به الأسوار والأبراج وقد اندثر كثير منه خلال السنوات القليلة، وفيه مسجد القصر المشهور بالبلدة ولا تزال أحد البوابات (الدروازه) صامده مع سقوط أجزاء منها.
- فيحان: وهو في الجنوب الشرقي من البلدة وقد أنشئت في أوائل القرن الرابع عشر الهجري.
- الكويخة: وهو في الأصل نخل لآل حشر وآل قباع وال منصور ويوجد نخيل لغيرهم كآل الشيخ وغيرهم، وفي كل نخل يوجد بيت ويسمى عند أهل نجد (قصر) لأصحاب النخل، يقع في الجنوب الغربي من البلدة.
- الحليلة: وقد اندثرت.